# بوتش غيليلاند
بوتش غيليلاند (بالإنجليزية: Butch Gilliland)‏ هو سائق سباق ومهندس أمريكي، ولد في 25 فبراير 1958 في آناهايم في الولايات المتحدة.

## وصلات خارجية
- بوتش غيليلاند على موقع Racing-Reference.info (الإنجليزية)